# Entrevista cognitiva
La entrevista cognitiva consta de cinco técnicas generales de incremento de la memoria, más varios métodos específicos para aumentar el recuerdo del testigo de los sucesos.  Estas técnicas de asistencia a la memoria se pueden incorporar fácilmente a la entrevista policial o estándar:
1. Re-instauración mental de contextos: consiste en preguntarle al testigo o a la víctima que reconstruyan en su mente el contexto del incidente. Dónde estaba, qué hacía, qué estaba sintiendo...
2. Sketch plan: técnica utilizada en la que el testigo va a hacer un dibujo recreando lo que se acuerda de la escena.
3. Narrar todo lo recordado o recuerdo libre: aquí la persona debe de narrar todo lo que recuerde de lo sucedido sin preocuparse en si los detalles son importantes o no. Debemos evitar decir "cuéntame lo que recuerdas", en su lugar debemos preguntar por "cuéntame todo lo que pasó en ese momento".
4. Cambio de perspectiva: aquí el testigo cuenta el suceso de nuevo, pero en esta ocasión lo hará desde una perspectiva diferente.
5. Modificar el orden temporal del recuerdo: en esta técnica, el testigo contará lo sucedido en un orden distinto. Por ejemplo, en lugar de que empiece por el principio, se le puede preguntar "usted cruzó la calle y vio entonces el accidente, pero antes de esto, ¿qué estaba pasando?".

En la entrevista estándar, primero se pide a la víctima o testigo que de un informe narrado de lo que pasó. El informe narrado se sigue de preguntas específicas que sirven para aumentar la complejidad del informe. 
El objetivo de esta entrevista es mejorar la cantidad y calidad de la información en las declaraciones de testigos a través de este protocolo.

## Antecedentes
La entrevista cognitiva nace como respuesta a los numerosos errores policiales de los años 80 que provocaron la encarcelación y ejecución de inocentes como resultado de métodos o instrumentos que no eran válidos ni fiables para recoger los testimonios de los implicados.
La entrevista cognitiva irrumpe en el contexto jurídico con el fin de ser de ayuda para la policía u otros agentes sociales a la hora de entrevistar a víctimas y testigos.   
Fue desarrollada en 1984 por Geiselman, Fisher y sus colaboradores de la Universidad de California en Los Ángeles con el propósito de subsanar las deficiencias de la psicología de testigos.
- Entrevista cognitiva y mejorada de Fisher y Geiselman: estos autores propusieron incluir en la entrevista factores sociales y comunicativos. Así, incluyeron nuevas técnicas, dando lugar a la entrevista cognitiva mejorada.
  1. Presentación y personalización.
  2. Establecer comunicación.
  3. Explicar propósito.
  4. Reinstauración del contexto.
  5. Recuerdo libre.
  6. Preparación para el interrogatorio.
  7. Interrogatorio compatible con el testigo.
  8. Recuerdo desde diferentes perspectivas.
  9. Recuerdo en orden inverso.
  10. Resumen.
  11. Cierre.

La entrevista cognitiva mejorada ha demostrado ser más efectiva que otros tipos de entrevista usados por las fuerzas policiales, o que una entrevista estructurada. Este tipo de entrevista es un conjunto de técnicas que permite mejorar la calidad del testimonio del testigo. Las investigaciones muestran que esta entrevista es de las técnicas más eficaces utilizadas para entrevistar a los testigos, no sólo respecto a la cantidad de información que se recuerda, sino en otros aspectos generales. 
La entrevista cognitiva mejorada incorpora, además, una serie de directrices para facilitar la comunicación en la entrevista.
-         Creación del rapport: crear un ambiente en el que el sujeto se encuentre seguro y tranquilo. a su vez, tiene dos funciones, la de calmar al entrevistado y encaminarlo a responder las preguntas. 
-         Recordar al testigo que fue él quien presenció los hechos y que por eso tiene que narrar todo lo que recuerde.
-         Mantener la atención sobre la narración del testigo, es decir, el entrevistador tendrá cuidado con su comunicación no verbal.
-         Apoyar su esfuerzo por recordar hay momentos de silencio en los que el sujeto trata de recordar, y estos deben ser respetados por el entrevistador.
-         Avisar de la realización de preguntas repetidas, pues pueden ayudar a recordar.
-         Para finalizar la entrevista, hemos de agradecer su cooperación, es preciso hablar sobre un tema familiar para que se tranquilice. Intercambiar datos.  

## Fundamentos teóricos
Fisher y Geiselman recurren a la psicología de la memoria, seleccionando sus mejores abordajes para rescatar los recuerdos atesorados durante las fases de observación y retención. Reconocen la existencia de dos teorías bien probadas:
- Principio de descodificación específica de Tulving y Thomson (1973): cada recuerdo está conexo a una señal exterior con la que se solapa. Quien logre descubrir esa señal tiene una probabilidad alta de recuperar el recuerdo almacenado.[5]
- Componente múltiple del trazo de la memoria (Bower, 1967): no existe una única manera de recuperar los recuerdos, sino muchas e incluso desperdigadas. La memoria tiene muchos cubículos o muchas «telas de araña»; cada recuerdo tiene su llave o su hilo conductor. Es preciso recorrer el entramado o probar muchas llaves para toparse con los recuerdos o rescatarlos.[6]

Centrándose en estos principios Fisher y Geiselman diseñaron 4 técnicas:
- Restablecer el contexto: se basa en el primer principio. Se trata de reconstruir mentalmente el contexto donde ocurrió todo para que así se pueda encontrar esa señal que solapa los recuerdos. Sirve tanto para contexto físico como subjetivo: emociones, sensaciones,…
- Controlarlo todo: extensión del primer principio. Los testigos suelen no contar cosas que creen que no tienen importancia pero hasta esos recuerdos insignificantes deben verbalizarse.
- Recordar los hechos en un orden diferente: normalmente de atrás hacia adelante, esto puede ayudar a ver perspectivas diferentes con recuerdos nuevos.
- Cambio de perspectiva: Basada en el segundo principio. Hacer pensar el testigo desde la perspectiva de otra persona que se encontrara allí o que se situé el mismo en ese lugar pero desde otra perspectiva.

## Procedimiento
En la entrevista cognitiva se sigue el mismo formato general, pero a este procedimiento se añaden instrucciones dadas al testigo antes de inducir el informe narrado.

### Reconstrucción de las circunstancias
En esta etapa, se solicita a la víctima o testigo que  Intente reconstruir en su mente el contexto que rodeó al incidente. 

### Complejidad
Se le instruye a la víctima o testigo a ser muy completa en su narración, no eliminando nada en su relato, incluso cosas que crea que no son importantes".

### Recordar en diferente orden
En esta etapa se le solicita al entrevistado que narre nuevamente la historia, pero partiendo desde un punto temporal diferente.

### Cambiar de perspectivas
Se le indica al testigo o víctima que intente recordar el incidente desde distintas perspectivas que haya podido tener, o adopte la perspectiva de otros que estaban presentes durante el incidente.

Todavía hay mucho debate sobre cómo opera el sistema humano de memoria. Algunos creen que la memoria puede operar como una grabadora que puede volver a funcionar usando herramientas como la hipnosis (Reiser, 1980). Otros creen que la memoria es una abstracción incompleta y maleable de lo que sucedió (Loftus, 1979). En cualquier caso, la mayoría de los investigadores admiten que cuanto más se asemeje el contexto en el momento de la entrevista a la situación en la que realmente se percibió, más probable es que el recuerdo mnésico sea más completo. Se ha demostrado en numerosos experimentos de laboratorio (Smith, 1979) que re instaurar mentalmente el contexto que circundó al suceso a ser recordado es una poderosa ayuda a la memoria. Esta técnica es más fácil de utilizar que volver físicamente a la escena de un crimen, y puede ser preferible ya que la escena del crimen puede haber cambiado, creando así un efecto rememorador negativo (Loftus, Manber y Keating, 1983).

## Técnicas
Se compone de cuatro técnicas generales de recuperación de información de la memoria cuyo objeto es conseguir la mayor cantidad de información posible. Estas técnicas, que pasamos a describir a continuación, tienen su justificación teórica en los dos principios desarrollados en el apartado anterior.

### a) Reinstauración mental del contexto.
En ella se le pide al entrevistado que recree mentalmente el contexto físico y personal en el que se hallaba en el momento que se quiere recuperar en la memoria. De esta forma, la recreación del contexto original mejora el recuerdo del acontecimiento vivido. También se le puede pedir al testigo que intente recrear el contexto llevándole a lugar del suceso, escenificando lo que hizo para facilitar la recuperación del recuerdo. Cuando la técnica se refiere al contexto personal, éste incluye el contexto emocional de la vivencia.
En la restauración de ese contexto se le pide al testigo que se contextualice teniendo en cuenta las siguientes indicaciones:

###### Elementos emocionales durante el suceso.
Contextualizarse emocionalmente, es decir, recordar cómo se sentía. Puede ser de ayuda pedirle al testigo que comente reacciones emocionales y sentimientos que experimentó durante el suceso, verbalizándolos. 

##### Elementos secuenciales, o de acción.
Es decir, recordar lo que estaba haciendo en ese momento. El entrevistador puede ayudar para que recuerde detalles físicos de la escena, motivándole al recuerdo, así el testigo va describiendo la secuencia de acciones, es decir, lo que fue ocurriendo durante el suceso que pretende recordar. 

##### Características perceptuales del contexto.
Para situarse perceptivamente en el suceso debe regresar mentalmente a la escena del crimen, en ocasiones realizar un dibujo es de utilidad para el testigo. La importancia de recordar el contexto radica en el principio de especificidad de Tulving, ya que el contexto ha quedado asociado al evento, conectado y asociado en la memoria. Recordar el contexto irá asociado a recordar el suceso en cuestión.-

### b) Recordatorio todo o recuerdo libre.
Esta técnica consiste en entrenar al sujeto, explicándole antes de la entrevista, que debe relatar cada detalle o información que recuerde del suceso sin importar el nivel de confianza que perciba en él.  El grado de confianza que el sujeto percibe del recuerdo depende de cada persona, por lo que no es un indicador fiable para rechazar información que pueda recordar, así es importante recordarles que no desechen información aunque piensen que es un recuerdo no fiable, ya que ésta es una percepción subjetiva del testigo de su recuerdo y puede ser de utilidad dicha información. Al usar esta técnica durante la entrevista es importante recalcarle al testigo que cualquier detalle por insignificante que parezca puede ser de ayuda. Por lo tanto hay que motivarlo para que realice un relato detallado y no interrumpido del suceso al completo, para después identificar los aspectos relatados que pueden ser objeto de interés y en los que el entrevistador podrá profundizar más tarde.

### c) Cambio de perspectiva.
Consiste en pedir al testigo que cuente todo lo que recuerda sobre el suceso cambiando la perspectiva desde la que imagina el evento. Los estudios de Bower apuntaban que cuando a un sujeto se le presentaba una historia pero con dos personajes distintos y debían recordar desde un personaje o desde otro, los que se sentían más identificados con el personaje que les había tocado recordaban más cantidad de información,así en la toma de declaraciones el sujeto recuerda desde su perspectiva ciertos detalles y al cambiarle dicha perspectiva podrá recordar otros detalles a los que no les ha prestado atención pero pueden estar en el recuerdo del sujeto. Así se obtiene una declaración del suceso desde otra perspectiva.

### d) Modificar el orden temporal del suceso.
Este cuarto punto parte de los componentes del trazo mnésico (Bower)
De manera general, en una entrevista, los testigos narran los hechos en el orden en que sucedieron. Sin embargo, en esta técnica, el entrevistador indica al testigo que intente narrar lo sucedido en un orden diferente, habitualmente se solicita la narración en orden inverso, de manera que el testigo hará un esfuerzo cognitivamente mayor por recordar el hecho en orden diferente, lo que posibilitará y facilitará el recuerdo de episodios que en la narración inicial no recordó. También se puede solicitar la narración desde un episodio llamativo, y, tomando ese episodio como punto de partida, el testigo narra hacia el principio y hacia el final, es decir, narra en una doble dirección.

## La técnica Reid, el interrogatorio en nueve pasos[8]
En 1962, Inbau, Reid, Buckley y Jane publican ‘criminal interrogation and confessions’, un manual en el cual se explica la técnica Reid que viene usada para entrenar a profesionales desde 1974. Este libro tuvo un éxito increíble, tanto que actualmente va por su quinta edición (2011) y en Estados Unidos viene definido ‘la Biblia de los interrogatorios’.
Los autores parten de la idea de que el individuo interrogado es culpable y miente por miedo a las consecuencias que podrían derivar de una confesión. Estas mentiras hacen que el sujeto experimenta ansiedad, ya que mentir está considerado moralmente incorrecto desde un punto de vista social. Dicho esto, el interrogador tiene el papel de conseguir una confesión aumentando la ansiedad y, con el pasar de las fases, reducir la percepción de las consecuencias negativas de la declaración.
Las fases mencionadas anteriormente son 9:
1. Confrontación positiva : el entrevistador afirma que las autoridades tienen las evidencias de que es culpable.
2. Desarrollo del tema : el interrogador, en esta fase, puede actuar de dos maneras en base a las actitudes del sujeto, es decir, si es emocional o no emocional
  1. emocional: si el individuo siente remordimiento y se arrepiente de los hechos. En este caso, se opta por un acercamiento más ‘suave’, es decir, se le ofrecen ‘excusas morales’ y se desplaza la responsabilidad hacia la víctima o a los cómplices con el fin de minimizar la gravedad de la acción delictiva
  2. No emocional: en este caso el individuo no se arrepiente de sus acciones, por esta razón, se emplean técnicas agresivas y severas como pueden ser acusar de mentir o de mostrar las pruebas, que pueden ser falsificadas, para aumentar la intensidad de su estrés y ansiedad.
3. Superar las negaciones : los autores tienen que evitar que el sospechoso siga negando los hechos para evitar interiorizar la idea de ser inocente.
4. Atajar las objeciones : el entrevistador tiene que interrumpir las objeciones y dirigir el tema del interrogatorio donde él quiera.
5. Llamar y retener la atención del interrogado : el interrogador puede acercarse y usar un poco de contacto físico  para llamar la atención del sujeto en caso de que sea necesario.
6. Manejar el humor pasivo del interrogado : mostrando compasión y simpatía, la autoridad debe proponer una versión y explicación de los hechos criminales. Importantes es recurrir a valores como el honor, religión o a las consecuencias que sufrió o puede sufrir la víctima para llevar al objetivo.
7. Presentar al sospechoso dos alternativas : al interrogado se le presentan dos posibles versiones de los hechos entre las cuales debe elegir. Basicamente hay una versión más ‘ventajosa’ puesto que se presenta como un accidente, por ejemplo, y la otra describe el hecho como horrible y, en consecuencia, pinta al culpable como un monstruo. Asimismo, se proponen dos resultados de la confesión. Por un lado, puede declara su culpabilidad y mantener su honor y decencia frente al juez y a los jurados o, por el otro lado, seguir negando, lo cual conlleva una sentencia más severa.
8. Hacer que el sujeto cuente el delito en detalle
9. Convertir la confesión oral en una confesión escrita : la autoridad debe obligar al sospechoso escribir y firmar la confesión para evitar una negación futura.

## La Entrevista Cognitiva en menores.
La entrevista cognitiva, a pesar de ser muy útil, no suele ser recomendable en menores. Sin embargo, alguno de sus procedimientos sí lo son. 

### Recomendaciones.
1. Crear un ambiente adecuado para que el menor pueda recuperar una mayor información. Esto se consigue instruyendo al menor sobre la necesidad de que recuerde todo lo posible, aunque no parezca relevante.
2. Se recomienda el uso del relato libre, en sus propias palabras y velocidad. Sin interrupciones, presiones o limitaciones de tiempo. Si es necesario hacer aclaraciones o conseguir mayor detalle, se realizará al final del relato y con preguntas abiertas.
3. Se recomienda que el menor este acompañado por un adulto responsable que pueda corroborar aquello que narran.[11]

De las técnicas de la Entrevista Cognitiva, la reinstauración del contexto es la recomendable. Esto es debido a que el resto de técnicas pueden causar una mayor alteración de los recuerdos.
Aspectos a tener en cuenta en niños 
La exactitud de un recuerdo infantil variará en torno a varios factores; la edad del niño, tipo de prueba que se realicé, estrés o carga emocional, implicación en el suceso.
Hay más exactitud en cuanto a recuerdos de sucesos novedosos y relevantes.
Los niños de menor edad pueden verse dificultados para diferenciar entre un esquema general, y detalles concretos, llegando a mezclar detalles de diferentes sucesos, pensar que están hablando de un suceso cuando en realidad se están refiriendo a otro. (Farrar y Goodman, 1990)
Los niños más pequeños no tienen la capacidad para reconstruir el pasado, dependen de las preguntas guía de los adultos.
Hudson y Fivush (1990)
SUGESTIBILIDAD EN NIÑOS
Hay que tener cuidado en este aspecto al realizar una entrevista a niños ya que:
Los niños son más vulnerables a las sugerencias de falsa información, debido a que los niños desean complacer a los adultos. (Ceci, Ross y Toglia, 1987).
Algunos de los factores que más influyen en la sugestibilidad serían; factores relacionados con la toma de declaración, factores relacionados con las características de los niños y factores sociales y cognitivos. Melnyk, Crossrnan y Scullin (2007)
TOMA DE DECLARACIÓN CON MENORES
Es importante el ambiente en el que vayamos a realizar la entrevista para que así el menor pueda recuperar la mayor información posible, para ello debemos personalizar la entrevista dando al niño una serie de instrucciones para que así pueda recordar todo lo posible, informándonos aún de los detalles más insignificantes, debemos hacerle pensar que su relato es muy importante.
Lo siguiente será pedir al niño que cuente el relato bajo su propia perspectiva contando todo lo que recuerde con el mayor detalle posible y con sus propias palabras, no vamos a decirle a qué ritmo lo tiene que hacer y lo podrá hacer en el orden en el que él quiera.
Deberemos dar pie a que el niño sea quien detalle la escena, no debemos presionarle, tampoco deberemos limitarle temporalmente, y a ser posible tampoco interrumpirla y lo que cuenta todo el relato, nuestras preguntas acerca del relato deben ser abiertas y una vez el niño haya terminado de contar su relato, hay que evitar las preguntas cerradas, mediante la única respuesta sea así/no.
Bull 1995, haz una recomendación acerca del orden concreto respecto de las preguntas que debemos hacer al niño: el primer tipo de preguntas tienen que ser siempre abiertas, seguidas de preguntas específicas no sugerentes, después haremos preguntas cerradas en las que se proponen alternativas de respuestas y por último si no queda ninguna alternativa haremos preguntas sugerentes.

#### Entrevista paso a paso para menores de Yullie et al. (1993)
El protocolo de “entrevista paso a paso” desarrollada por Yullie et al. (1993) también se enfoca en el recuerdo libre y la activación o recuperación de la memoria del niño. Si bien sus técnicas pueden resultar en la sugestión de las respuestas, es un protocolo de entrevista para menores muy utilizado en el campo forense. Contiene nueve fases:
1. Construcción de un buen clima de entendimiento (comenzar con preguntas sobre los intereses del menor, explicarle el proceso y reglas de la entrevista, etc).
2. Demanda de recuerdo de dos eventos específicos (un ensayo de recuerdo de dos eventos previos para comprobar sus habilidades verbales y capacidad de recordar espontáneamente memorias simples.)
3. Explicación de la necesidad de decir la verdad en este contexto.
4. Introducción del tema de objeto de la evaluación forense.
5. Pedirle que realice una narración libre de lo que recuerde.
6. Formulación de preguntas generales (se pide que describa todo lo que recuerde sin obviar ningún detalle).
7. Formulación de preguntas específicas (con el objetivo de aclarar información).
8. Uso de ayudas a la entrevista (uso de muñecos, dibujos u otros instrumentos, visitar la habitación, etc).
9. Conclusión y cierre de la entrevista ( se le agradece al menor, se responde a cualquier duda que tenga, se le ofrece ayuda en el futuro, y se habla de temas neutrales para desactivarlo emocionalmente). [11]

## Confesiones falsas
La información obtenida en las entrevistas debe de ser analizada con cuidado. Esto se debe a que cabe la posibilidad de que existan las falsas confesiones. Existen los siguientes tipos de confesiones falsas según Kassin y Wrightsman:
● Confesiones falsas voluntarias: alguien inocente decide incriminarse por voluntad propia. 
● Coaccionadas sumisas: el inocente confiesa debido a la presión de los interrogadores sobre sí. 
● Coaccionadas internalizadas: el inocente cree que realmente ha cometido el delito.
Estas confesiones se deben a las condiciones en las que se encuentra el sujeto en los interrogatorios suelen desestabilizarlo. El estrés puede tomar las riendas de la situación y el interrogado puede ceder, confesando así a hechos que no ha cometido para acabar con la situación tensa y desagradable.

### Características personales influyentes en las confesiones falsa
Las características que más se relacionan con las confesiones falsas son: la edad (las personas jóvenes suelen confesar falsamente más veces), inteligencia, retraso mental y enfermedades psiquiátricas (la baja inteligencia incrementa las confesiones falsas), sugestionabilidad y sumisión.

### Consecuencias de las confesiones falsas
Las confesiones falsas conllevan una mayor probabilidad de ser acusado por el fiscal, una mayor probabilidad de que el sospechoso sea condenado y la encarcelación de personas inocentes y, por consiguiente, la libertad del culpable y la ineficacia de la justicia.